# Кробонош
Кробоноша (пол. Krobonosz) — село в Польщі, у гміні Савин Холмського повіту Люблінського воєводства. Населення — 193 особи (2011).
Село розташоване на відстані 7 кілометрів від Савіна, 11 кілометрів від Холма і 57 кілометрів від центра воєводства Любліна.

## Історія
За даними етнографічної експедиції 1869—1870 років під керівництвом Павла Чубинського, у селі здебільшого проживали греко-католики, які розмовляли українською мовою.
За німецьким переписом 1943 року в селі проживали 27 українців і 223 поляки.
У 1975—1998 роках село належало до Холмського воєводства.

## Демографія
Демографічна структура станом на 31 березня 2011 року:
|          | Загалом | Допрацездатний вік | Працездатний вік | Постпрацездатний вік |
| -------- | ------- | ------------------ | ---------------- | -------------------- |
| Чоловіки | 89      | 16                 | 64               | 9                    |
| Жінки    | 104     | 30                 | 54               | 20                   |
| Разом    | 193     | 46                 | 118              | 29                   |

## Уродженці
- Борачук Володимир — хорунжий Армії УНР, письменник, викладач.